# Jonathan Rea
Jonathan Andrew Rea OBE, conegut com a Jonathan Rea   (Ballymena, 2 de febrer de 1987), és un pilot de motociclisme nord-irlandès que va guanyar sis campionats del món de Superbike consecutius (2015-2020), cosa que el converteix en el pilot amb més títols de la història d'aquest campionat. A banda, ostenta el rècord de victòries en curses del mundial de Superbike, amb 119, així com els de voltes ràpides, podis i punts obtinguts (més de 6.000 fins a finals d'agost del 2024). Abans d'aquests èxits, Rea ja havia estat  subcampió britànic de Superbike (2007) i subcampió del món de Supersport (2008). També va participar en dos Grans Premis de MotoGP la temporada del 2012, obtenint punts en totes dues ocasions, per bé que no ha estat mai un pilot habitual al mundial de motociclisme.
Rea va ser nomenat Membre (2017) i Oficial (2022) de l'Orde de l'Imperi Britànic, en tots dos casos, pels serveis prestats en el camp del motociclisme.

## Carrera esportiva

### Primers anys
Jonathan Rea va començar a competir de ben jove en curses de motocròs. El 1997 en va ser subcampió britànic de 60 cc abans d'anar passant a les  categories superiors del campionat. Inicialment no tenia intenció de canviar al motociclisme de velocitat, ja que el trobava avorrit, però els seus amics Michael i Eugene Laverty el van convèncer de provar i el 2003 va participar al campionat britànic de 125cc. El 2004 va patir un accident a Knockhill pel qual va haver de posar fi a la temporada.

### Campionat britànic de Superbike (2005-2007)
Rea va gaudir del patrocini de Red Bull durant bona part de la seva carrera. El 2005, la marca austríaca li va patrocinar un equip per al campionat britànic de Superbike (BSB) en què disposà d'una Honda Fireblade amb especificacions de fàbrica. L'irlandès va demostrar el seu potencial en obtenir una pole position enmig de totes les estrelles del campionat i va acabar la temporada en setzè lloc tot i haver-se perdut dues curses (a Snetterton després d'un fort accident als entrenaments i a Oulton Park arran de la mort d'un company d'equip de categoria júnior en la cursa anterior).
Va començar la temporada del 2006 amb força i després de les cinc primeres rondes anava sisè a la classificació provisional. A Oulton Park va acabar tercer a la segona cursa, tot i que l'abaixaren al quart lloc en considerar que havia avançat a Shane Byrne a l'última volta de manera irregular -tanmateix, Rea va afirmar que va haver de trepitjat l'herba de l'escapatòria en ser empès fora de la pista. A Mondello Park es va classificar cinquè abans que les fortes pluges obliguessin a cancel·lar les curses i va afirmar que havia obtingut aquell lloc amb pneumàtics de cursa en comptes dels compostos suaus especials per a la qualificació. També va sorprendre a Mallory Park en classificar-se a la primera fila i anar segon a la primera cursa abans de caure violentament, tot i no disposar de cap enginyer de cursa. A Knockhill va aconseguir la pole position i va acabar quart a la primera cursa, mentre que a la segona obtingué el primer podi de la seva carrera al BSB, arrabassant-li el segon lloc a Leon Haslam quan faltaven dues voltes per al final. Finalment, va ocupar el quart lloc final del campionat, per davant de l'Honda de fàbrica de Karl Harris.
De cara al 2007 va entrar a l'equip de fàbrica de Harris (HM Plant Honda) al costat del campió vigent Ryuichi Kiyonari. Després de quatre segons llocs, finalment va aconseguir la seva primera victòria a la segona cursa de Mondello Park, on va dominar els entrenaments en mullat però va tenir problemes a la primera cursa en sec. Va empalmar amb una doble victòria a Knockhill que el va situar a nou punts de Kiyonari al capdamunt de la classificació provisional, conservant aquesta posició després d'Oulton Park, on tots dos líders van guanyar una cursa i van caure a l'altra. Finalment, va acabar com a subcampió del BSB, 26 punts per darrere de Ryuichi Kiyonari i 20 per davant de Leon Haslam.
El mateix 2007 va córrer amb Kiyonari i va guanyar una cursa de resistència de tres hores; més tard, la parella es va presentar a les 8 Hores de Suzuka amb una Honda de fàbrica. Els plans perquè disputés el Gran Premi de Gran Bretanya de MotoGP amb una moto del Team Roberts van ser descartats a favor d'una preparació addicional per al BSB i les 8 Hores de Suzuka. Rea va assistir a la ronda del Mundial de Superbike d'aquell any a Brands Hatch, on va començar a explorar opcions internacionals.

### Mundial de Supersport (2008)

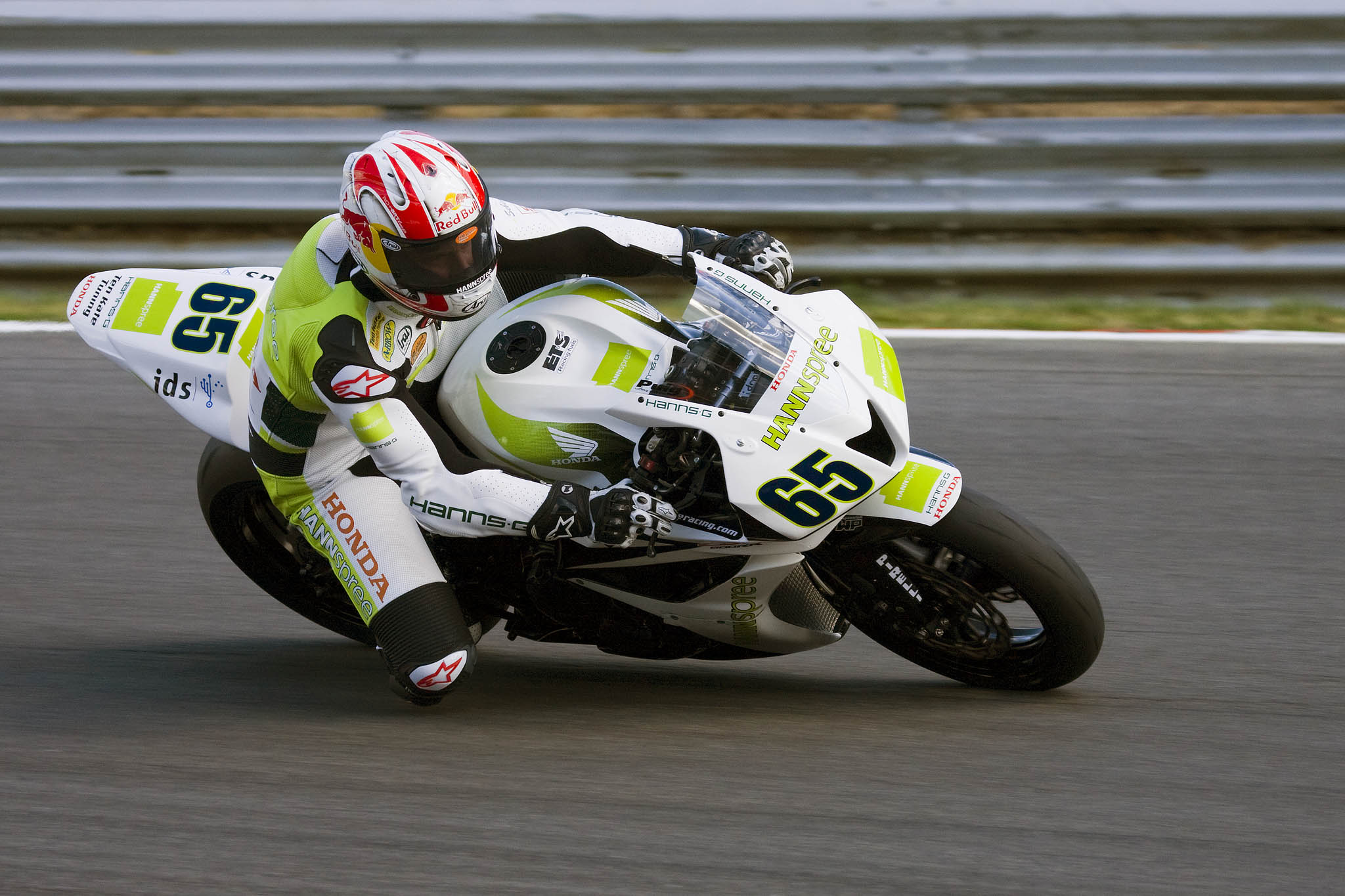
Rea amb l'Honda CBR600RR de Supersport a Brands Hatch el 2008

Al setembre del 2007, Rea va signar un acord progressiu de tres anys amb l'equip Ten Kate Honda per a participar al Campionat del Món de Supersport (WorldSSP) la temporada del 2008 i al Campionat del Món de Superbike les temporades del 2009 i 2010. Va rebutjar altres ofertes, com ara quedar-se al BSB amb l'equip HM Plant Honda o amb el Rizla Suzuki o córrer al mundial de Superbike amb l'equip de fàbrica Xerox Ducati.
En la seva primera cursa a Losail, a Qatar, va caure i es va ferir greument un dit. A Assen va estar a punt d'obtenir la seva primera victòria al mundial de Supersport, però va perdre per 0,014 segons davant el seu company d'equip Andrew Pitt. Va guanyar la cursa del BSB de Donington Park, a la qual l'equip va participar com a entrenament per a la cursa del WorldSSP posterior. La seva primera victòria al mundial va arribar a Brno i immediatament va continuar amb una segona victòria a Brands Hatch, tot i que la cursa es va aturar aviat després de l'accident mortal de Craig Jones a set voltes del final. Va empalmar amb una tercera victòria a Vallelunga que el va fer tornar al segon lloc de la classificació provisional, per darrere de Pitt.
Les seves possibilitats de guanyar el títol es van esvair a causa d'una topada amb Robbin Harms -que va fer una maniobra irregular- a la penúltima ronda, Magny-Cours. Tot i així, va tornar a pujar a la moto i va acabar desè a la cursa. Acabà el campionat en segona posició, darrere d'Andrew Pitt.

### Mundial de Superbike (2009-2024)
El 2009, Rea va participar amb l'equip Hannspree Ten Kate Honda al Campionat del Món de Superbike (WSBK). De fet, ja havia debutat al campionat abans del final de la temporada del 2008 en participar en l'última ronda del calendari, a Portimão. El seu primer podi al mundial va arribar a la segona cursa de la sisena ronda del 2009, a Kyalami. A la ronda següent, al Miller Motorsport Park, va obtenir un altre tercer lloc, abans d'aconseguir la seva primera victòria a Misano després d'una frenètica batalla amb el duo Ducati de Noriyuki Haga i Michel Fabrizio. Va aconseguir la victòria després d'una primera cursa caòtica: la seva moto va fallar a la graella de sortida prèvia, va rebre una penalització per avançar Kiyonari a la volta d'escalfament i quan va canviar a una moto per a pista humida, com el seu company d'equip Carles Checa, va tenir problemes per a engegar-la.

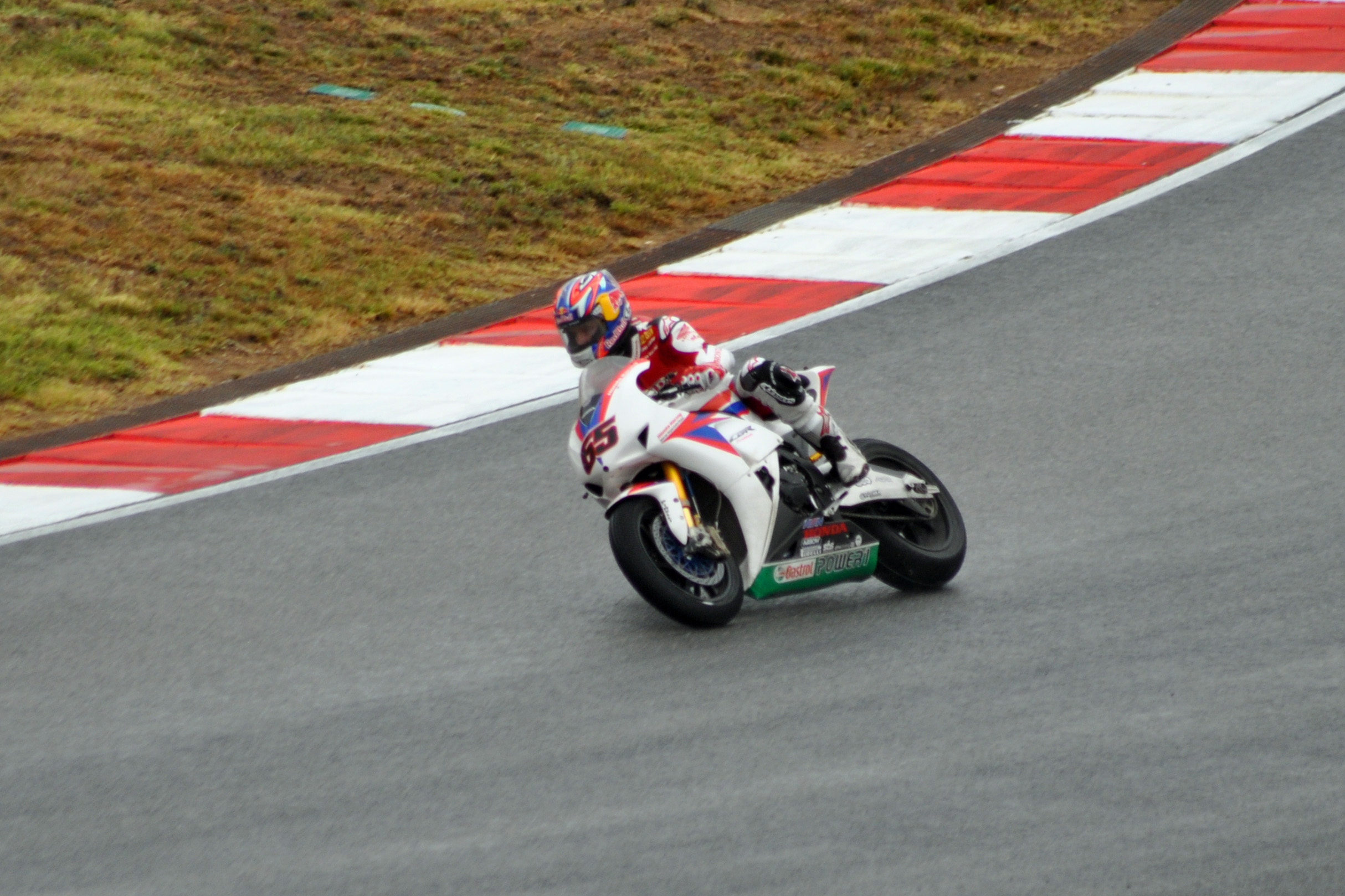
Amb l'Honda a Portimão el 2012

Rea va afegir una victòria més a Alemanya i finalment fou cinquè a la general, esdevenint el segon millor debutant del 2009 darrere de Ben Spies, que va guanyar el campionat del món de Superbike aquell seu any de debut. Rea va romandre amb l'equip Ten Kate el 2010 i va aconseguir una doble victòria a la ronda d'Assen (als Països Baixos, seu del seu equip), però tot seguit va patir dos accidents a Monza. En un nou accident a la Superpole del Miller Motorsport Park es va lesionar el coll i l'espatlla, tot i que encara va poder córrer l'endemà i aconseguir un catorzè i un vuitè lloc. Va anotar només set punts a Misano, ja que va caure per darrere de Carles Checa durant el duel que mantingueren pel tercer lloc a la classificació final del campionat. Rea fou finalment quart.
De cara a la temporada del 2011, Rea es va quedar al Ten Kate Racing, ja que el seu equip, que ja comptava amb el suport d'Honda, va rebre també el del fabricant de lubricants Castrol, recuperant el famós nom "Castrol Honda" que ja havia guanyat el mundial de Superbike amb John Kocinski el 1997 i amb Colin Edwards els anys 2000 i 2002. Aquell 2011, Rea es va perdre diverses rondes després de patir lesions al braç i la clavícula en un accident a alta velocitat durant l'escalfament per a la ronda de Misano. També es va perdre les últimes quatre curses del 2013 a causa d'una fractura de fèmur.

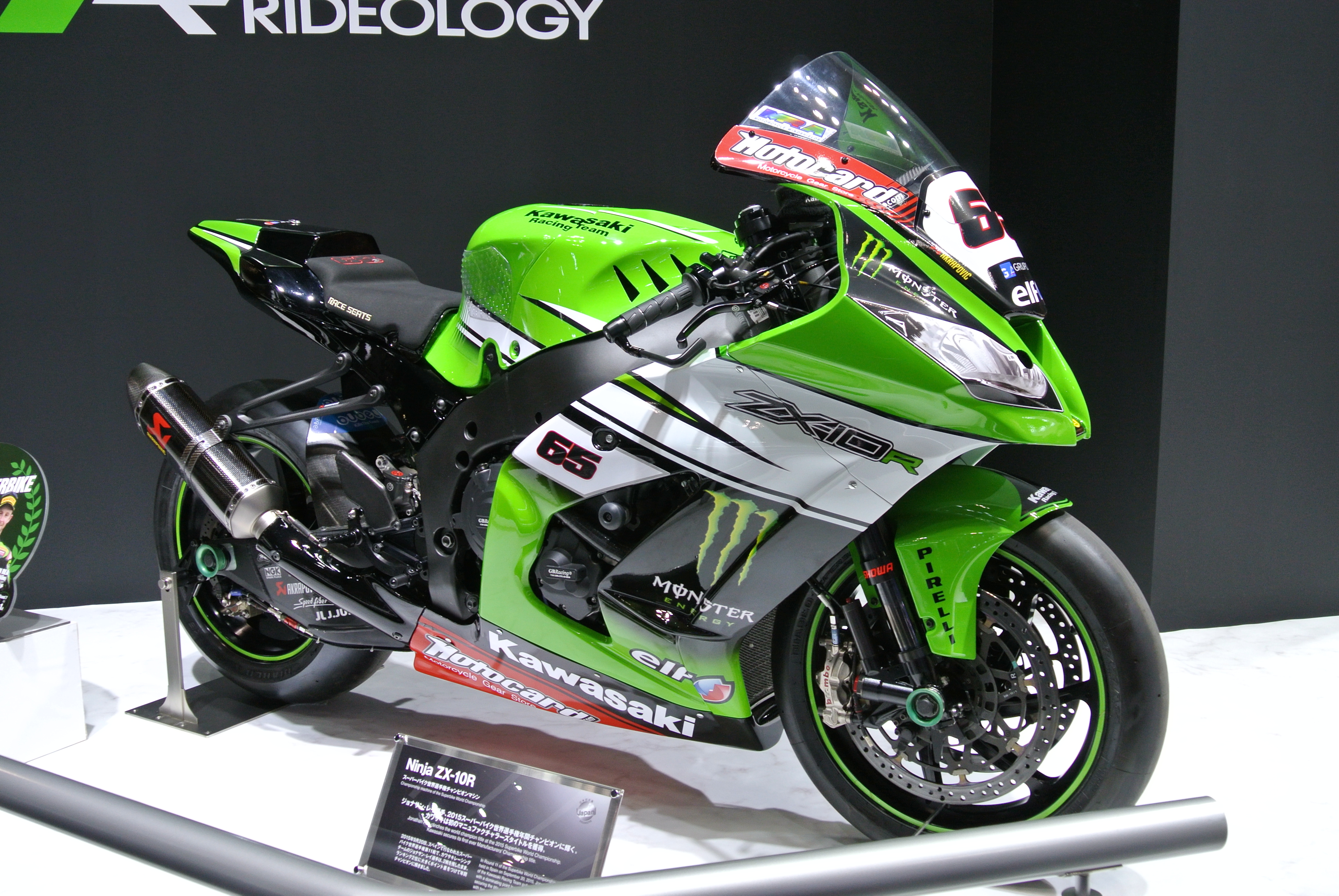
La Kawasaki ZX-10R amb què va guanyar el seu primer mundial el 2015, exposada a Tòquio

Després d'haver passat tota la seva carrera pilotant motocicletes Honda, Rea va entrar al Kawasaki Racing Team com a nou company d'equip de Tom Sykes de cara a la temporada del 2015. Rea va dominar la temporada i va guanyar el seu primer títol mundial de Superbike, amb 14 victòries. Va revalidar el títol els anys 2016, 2017, 2018, 2019 i 2020, esdevenint així el primer a guanyar sis campionats del món de Superbike successius. El 9 de juny de 2018, Jonathan Rea va aconseguir la seixantena victòria de la seva carrera en guanyar la primera cursa de Brno, superant així el rècord de victòries de Carl Fogarty.
Rea va romandre amb Kawasaki al campionat del món de Superbike fins al final de la temporada del 2023. De cara al 2024, va fitxar per Yamaha com a substitut de Toprak Razgatlıoğlu, que canvià a BMW. Rea acabà el mundial del 2024 en tretzena posició amb la Yamaha.

### MotoGP
Jonathan Rea va debutar a MotoGP el 2012, substituint el lesionat Casey Stoner a l'equip Repsol Honda. Va acabar vuitè al Gran Premi de San Marino, celebrat a Misano, i setè al MotorLand Aragón. Tot seguit, va tornar a centrar-se en el mundial de Superbike.

## Vida personal

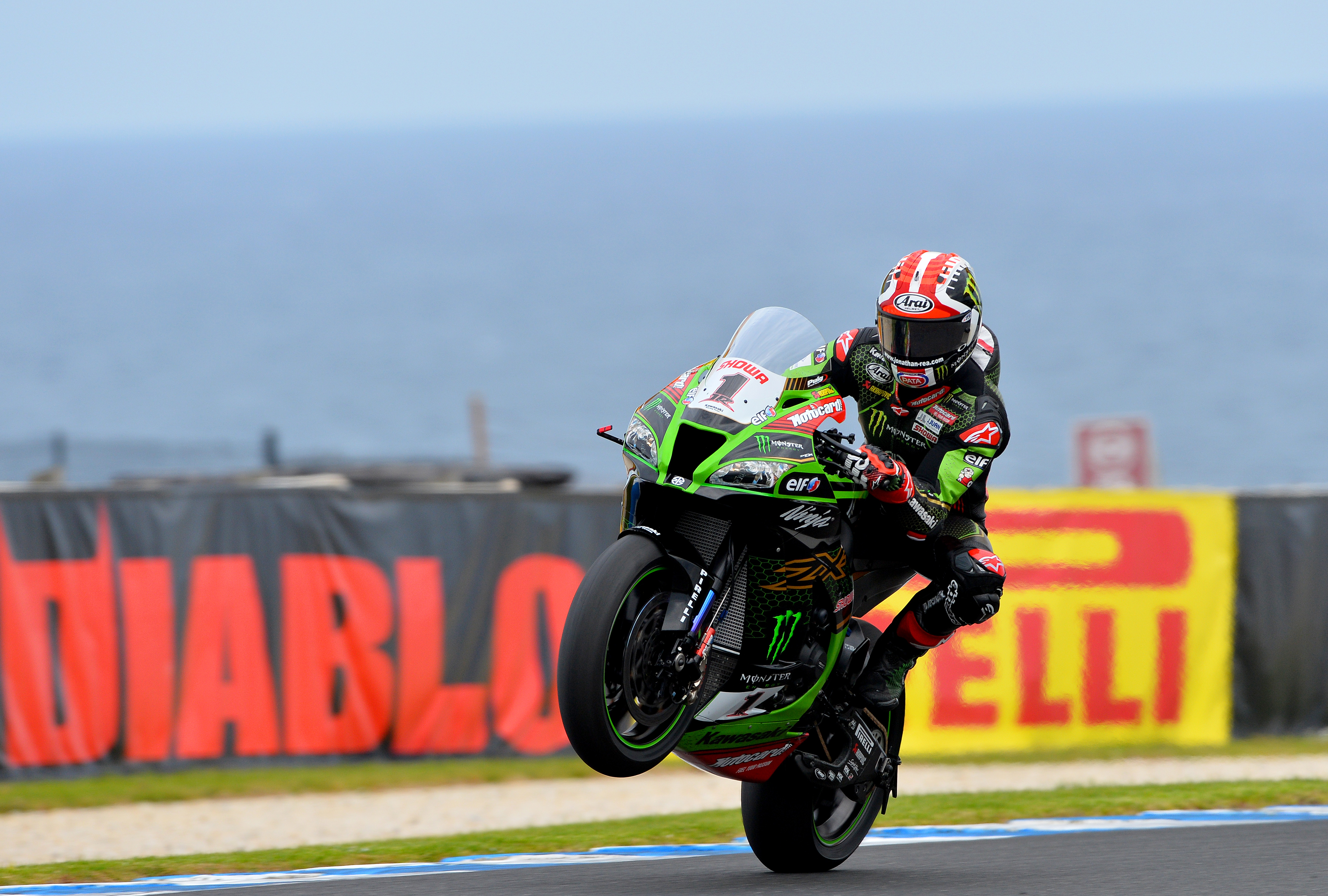
Rea amb la Kawasaki a Phillip Island el 2020, l'any del seu darrer títol

Els antecedents familiars de Jonathan Rea es troben en les curses de velocitat. El seu pare, Johnny, va competir al TT de l'Illa de Man i hi va aconseguir la seva única victòria durant la cursa Junior TT de 1989. El seu avi, John, havia patrocinat Joey Dunlop.
Rea es va casar el 2012 en una cerimònia al Lake District (al nord-oest d'Anglaterra) amb Tatiana Weston, una australiana coneguda com a 'Tarsh' a qui va conèixer quan treballava en la promoció de l'equip de Superbike Honda Racing.
El 2021, Jonathan Rea va obtenir el permís de conduir per a motos al Regne Unit després d'haver fet un curs a la seva Irlanda del Nord natal. L'instructor de l'autoescola li va lliurar una corona de llorer i una ampolla de xampany pel seus èxits.

## Distincions
Rea ha obtingut nombrosos reconeixements al llarg de la seva carrera, entre ells el de Motociclista Irlandès de l'Any els anys 2007, 2008, 2011 i 2016. El 2017 va ser proposat per al premi BBC Sports Personality of the Year, però hi acabà en segon lloc per darrere de l'atleta d'origen somali Mohamed Farah. Sí que va ser, però, BBC Northern Ireland Sports Personality of the Year els anys 2017, 2019 i 2020.
El desembre del 2019, la Universitat Queen's de Belfast li va concedir un doctorat honoris causa.
Jonathan Rea és Membre i Oficial de l'Orde de l'Imperi Britànic, uns honors que li van ser concedits el 2017 i el 2022 respectivament.

## Resultats al Mundial de Superbike

### Per temporada
| Temporada | Moto                   | Equip                          | Curses | Victòries | Podis | Poles | FLaps | Pts    | Posició |
| --------- | ---------------------- | ------------------------------ | ------ | --------- | ----- | ----- | ----- | ------ | ------- |
| 2008      | Honda CBR1000RR        | Hannspree Ten Kate Honda       | 2      | 0         | 0     | 0     | 0     | 14     | 26è     |
| 2009      | Honda CBR1000RR        | HANNspree Ten Kate Honda       | 28     | 2         | 8     | 0     | 2     | 315    | 5è      |
| 2010      | Honda CBR1000RR        | HANNspree Ten Kate Honda       | 23     | 4         | 10    | 1     | 5     | 292    | 4t      |
| 2011      | Honda CBR1000RR        | Castrol Honda                  | 18     | 2         | 5     | 2     | 0     | 170    | 9è      |
| 2012      | Honda CBR1000RR        | Honda World Superbike Team     | 27     | 2         | 6     | 0     | 0     | 278,5  | 5è      |
| 2013      | Honda CBR1000RR        | Pata Honda World Superbike     | 18     | 1         | 4     | 0     | 1     | 176    | 9è      |
| 2014      | Honda CBR1000RR        | Pata Honda World Superbike     | 24     | 4         | 9     | 1     | 2     | 334    | 3r      |
| 2015      | Kawasaki Ninja ZX-10R  | Kawasaki Racing Team           | 26     | 14        | 23    | 2     | 11    | 548    | 1r      |
| 2016      | Kawasaki Ninja ZX-10R  | Kawasaki Racing Team           | 26     | 9         | 23    | 2     | 6     | 498    | 1r      |
| 2017      | Kawasaki Ninja ZX-10RR | Kawasaki Racing Team           | 26     | 16        | 24    | 6     | 14    | 556    | 1r      |
| 2018      | Kawasaki Ninja ZX-10RR | Kawasaki Racing Team WorldSBK  | 25     | 17        | 22    | 2     | 14    | 545    | 1r      |
| 2019      | Kawasaki Ninja ZX-10RR | Kawasaki Racing Team WorldSBK  | 37     | 17        | 34    | 7     | 12    | 663    | 1r      |
| 2020      | Kawasaki Ninja ZX-10RR | Kawasaki Racing Team WorldSBK  | 24     | 11        | 17    | 4     | 11    | 360    | 1r      |
| 2021      | Kawasaki Ninja ZX-10RR | Kawasaki Racing Team WorldSBK  | 37     | 13        | 30    | 8     | 14    | 551    | 2n      |
| 2022      | Kawasaki Ninja ZX-10RR | Kawasaki Racing Team WorldSBK  | 36     | 6         | 30    | 5     | 8     | 502    | 3r      |
| 2023      | Kawasaki Ninja ZX-10RR | Kawasaki Racing Team WorldSBK  | 36     | 1         | 18    | 3     | 4     | 370    | 3r      |
| 2024      | Yamaha YZF-R1          | Pata Yamaha Prometeon WorldSBK | 36     | 0         | 0     | 1     | 0     | 127    | 13è     |
| Total     | Total                  | Total                          | 449    | 119       | 263   | 44    | 104   | 6299,5 |         |

### Curses per any
Barem de puntuació de 1993 ençà:
| Posició         | 1  | 2  | 3  | 4  | 5  | 6  | 7 | 8 | 9 | 10                   | 11                   | 12                   | 13                   | 14                   | 15                   |                      |
| Curses 1 i 2    | 25 | 20 | 16 | 13 | 11 | 10 | 9 | 8 | 7 | 6                    | 5                    | 4                    | 3                    | 2                    | 1                    |                      |
| Cursa Superpole | 12 | 9  | 7  | 6  | 5  | 4  | 3 | 2 | 1 | [ Nota Superpole 1 ] | [ Nota Superpole 1 ] | [ Nota Superpole 1 ] | [ Nota Superpole 1 ] | [ Nota Superpole 1 ] | [ Nota Superpole 1 ] | [ Nota Superpole 1 ] |

1. ↑  La cursa Superpole va ser introduïda la temporada del 2019

(Ids. Rondes | Llegenda) (Curses en negreta indiquen pole; curses en  itàlica indiquen volta ràpida)
| Any  | Moto     | 1      | 1     | 2      | 2       | 3       | 3      | 4     | 4       | 5       | 5       | 6       | 6       | 7       | 7       | 8      | 8      | 9       | 9       | 10      | 10      | 11      | 11      | 12      | 12      | 13      | 13      | 14     | 14     | Pos. | Pts   |
| Any  | Moto     | C1     | C2    | C1     | C2      | C1      | C2     | C1    | C2      | C1      | C2      | C1      | C2      | C1      | C2      | C1     | C2     | C1      | C2      | C1      | C2      | C1      | C2      | C1      | C2      | C1      | C2      | C1     | C2     | Pos. | Pts   |
| ---- | -------- | ------ | ----- | ------ | ------- | ------- | ------ | ----- | ------- | ------- | ------- | ------- | ------- | ------- | ------- | ------ | ------ | ------- | ------- | ------- | ------- | ------- | ------- | ------- | ------- | ------- | ------- | ------ | ------ | ---- | ----- |
| 2008 | Honda    | QAT    | QAT   | AUS    | AUS     | SPA     | SPA    | NED   | NED     | ITA     | ITA     | USA     | USA     | GER     | GER     | SMR    | SMR    | CZE     | CZE     | GBR     | GBR     | EUR     | EUR     | ITA     | ITA     | FRA     | FRA     | POR 4  | POR 15 | 26è  | 14    |
| 2009 | Honda    | AUS 5  | AUS 9 | QAT 12 | QAT 8   | SPA Ret | SPA 13 | NED 7 | NED 5   | ITA 5   | ITA 4   | RSA 4   | RSA 3   | USA 5   | USA 3   | SMR 7  | SMR 1  | GBR 7   | GBR 15  | CZE 3   | CZE 4   | GER 4   | GER 1   | ITA 7   | ITA 6   | FRA Ret | FRA 3   | POR 2  | POR 3  | 5è   | 315   |
| 2010 | Honda    | AUS 4  | AUS 6 | POR 3  | POR Ret | SPA 6   | SPA 5  | NED 1 | NED 1   | ITA Ret | ITA Ret | RSA 5   | RSA 2   | USA 14  | USA 8   | SMR 13 | SMR 12 | CZE 1   | CZE 2   | GBR 2   | GBR 2   | GER 1   | GER 2   | ITA DNS | ITA DNS | FRA 12  | FRA DNS |        |        | 4t   | 292   |
| 2011 | Honda    | AUS 12 | AUS 4 | EUR 5  | EUR 6   | NED 1   | NED 3  | ITA 6 | ITA Ret | USA Ret | USA 11  | SMR DNS | SMR DNS | SPA     | SPA     | CZE    | CZE    | GBR     | GBR     | GER 10  | GER 4   | ITA 1   | ITA Ret | FRA Ret | FRA Ret | POR 3   | POR 3   |        |        | 9è   | 170   |
| 2012 | Honda    | AUS 7  | AUS 4 | ITA 9  | ITA 5   | NED Ret | NED 1  | ITA C | ITA 6   | EUR 4   | EUR 1   | USA 4   | USA 2   | SMR 5   | SMR 2   | SPA 16 | SPA 5  | CZE Ret | CZE 12  | GBR 4   | GBR 9   | RUS Ret | RUS 7   | GER Ret | GER 4   | POR 6   | POR 2   | FRA 13 | FRA 2  | 5è   | 278,5 |
| 2013 | Honda    | AUS 8  | AUS 8 | SPA 4  | SPA 15  | NED 2   | NED 4  | ITA 8 | ITA Ret | GBR 4   | GBR 11  | POR Ret | POR 3   | ITA Ret | ITA 2   | RUS 4  | RUS C  | GBR 1   | GBR 4   | GER Ret | GER DNS | TUR     | TUR     | USA     | USA     | FRA     | FRA     | SPA    | SPA    | 9è   | 176   |
| 2014 | Honda    | AUS 6  | AUS 5 | SPA 3  | SPA 5   | NED 3   | NED 1  | ITA 1 | ITA 1   | GBR 6   | GBR 6   | MAL 6   | MAL 6   | SMR 7   | SMR 5   | POR 5  | POR 1  | USA 6   | USA 3   | SPA 4   | SPA 5   | FRA 3   | FRA Ret | QAT 4   | QAT 2   |         |         |        |        | 3r   | 334   |
| 2015 | Kawasaki | AUS 1  | AUS 2 | THA 1  | THA 1   | SPA 1   | SPA 2  | NED 1 | NED 1   | ITA 1   | ITA 1   | GBR 2   | GBR 2   | POR 1   | POR 1   | SMR 2  | SMR 1  | USA 3   | USA 3   | MAL 1   | MAL 2   | SPA 4   | SPA 4   | FRA 1   | FRA 1   | QAT 2   | QAT Ret |        |        | 1r   | 548   |
| 2016 | Kawasaki | AUS 1  | AUS 1 | THA 1  | THA 2   | SPA 2   | SPA 3  | NED 1 | NED 1   | ITA 2   | ITA 2   | MAL 2   | MAL 3   | GBR 3   | GBR 2   | ITA 1  | ITA 1  | USA 1   | USA Ret | GER Ret | GER 1   | FRA 4   | FRA 2   | SPA 3   | SPA 2   | QAT 2   | QAT 3   |        |        | 1r   | 498   |
| 2017 | Kawasaki | AUS 1  | AUS 1 | THA 1  | THA 1   | ARA 1   | ARA 2  | NED 1 | NED 1   | ITA 2   | ITA 2   | GBR Ret | GBR 1   | ITA 3   | ITA 2   | USA 2  | USA 1  | GER 2   | GER 2   | POR 1   | POR 1   | FRA 1   | FRA Ret | SPA 1   | SPA 1   | QAT 1   | QAT 1   |        |        | 1r   | 556   |
| 2018 | Kawasaki | AUS 5  | AUS 2 | THA 1  | THA 4   | ARA 1   | ARA 2  | NED 1 | NED 2   | ITA 1   | ITA 1   | GBR 2   | GBR 3   | CZE 1   | CZE Ret | USA 1  | USA 1  | ITA 1   | ITA 1   | POR 1   | POR 1   | FRA 1   | FRA 1   | ARG 1   | ARG 1   | QAT 1   | QAT C   |        |        | 1r   | 545   |

| Any  | Moto     | 1       | 1      | 1       | 2       | 2      | 2       | 3     | 3     | 3       | 4       | 4       | 4      | 5     | 5     | 5     | 6       | 6     | 6     | 7      | 7      | 7     | 8       | 8       | 8       | 9     | 9     | 9     | 10     | 10     | 10     | 11      | 11      | 11     | 12     | 12     | 12     | 13    | 13    | 13    | Pos. | Pts |
| Any  | Moto     | C1      | CS     | C2      | C1      | CS     | C2      | C1    | CS    | C2      | C1      | CS      | C2     | C1    | CS    | C2    | C1      | CS    | C2    | C1     | CS     | C2    | C1      | CS      | C2      | C1    | CS    | C2    | C1     | CS     | C2     | C1      | CS      | C2     | C1     | CS     | C2     | C1    | CS    | C2    | Pos. | Pts |
| ---- | -------- | ------- | ------ | ------- | ------- | ------ | ------- | ----- | ----- | ------- | ------- | ------- | ------ | ----- | ----- | ----- | ------- | ----- | ----- | ------ | ------ | ----- | ------- | ------- | ------- | ----- | ----- | ----- | ------ | ------ | ------ | ------- | ------- | ------ | ------ | ------ | ------ | ----- | ----- | ----- | ---- | --- |
| 2019 | Kawasaki | AUS 2   | AUS 2  | AUS 2   | THA 2   | THA 2  | THA 2   | SPA 2 | SPA 2 | SPA 2   | NED 2   | NED C   | NED 3  | ITA 1 | ITA 1 | ITA C | SPA 4   | SPA 4 | SPA 2 | ITA 1  | ITA 5  | ITA 1 | GBR 1   | GBR 1   | GBR 1   | USA 1 | USA 1 | USA 2 | POR 1  | POR 1  | POR 2  | FRA 2   | FRA 2   | FRA 1  | ARG 2  | ARG 1  | ARG 1  | QAT 1 | QAT 1 | QAT 1 | 1r   | 663 |
| 2020 | Kawasaki | AUS Ret | AUS 1  | AUS 2   | SPA 2   | SPA 1  | SPA 6   | POR 1 | POR 1 | POR 1   | SPA 3   | SPA 1   | SPA 1  | SPA 2 | SPA 2 | SPA 1 | SPA 1   | SPA 2 | SPA 4 | FRA 1  | FRA 1  | FRA 4 | POR 4   | POR 5   | POR 14  |       |       |       |        |        |        |         |         |        |        |        |        |       |       |       | 1r   | 360 |
| 2021 | Kawasaki | SPA 1   | SPA 1  | SPA 2   | POR 3   | POR 1  | POR 1   | ITA 3 | ITA 3 | ITA 3   | GBR 2   | GBR 1   | GBR 20 | NED 1 | NED 1 | NED 1 | CZE Ret | CZE 3 | CZE 3 | SPA 2  | SPA 2  | SPA 3 | FRA 2   | FRA 1   | FRA 2   | SPA 4 | SPA 1 | SPA 6 | SPA 2  | SPA C  | SPA 5  | POR Ret | POR Ret | POR 1  | ARG 2  | ARG 3  | ARG 2  | INA 1 | INA C | INA 1 | 2n   | 551 |
| 2022 | Kawasaki | SPA 1   | SPA 2  | SPA 2   | NED 1   | NED 1  | NED Ret | POR 3 | POR 1 | POR 1   | ITA 2   | ITA 3   | ITA 4  | GBR 2 | GBR 2 | GBR 3 | CZE 4   | CZE 2 | CZE 3 | FRA 24 | FRA 3  | FRA 5 | SPA 2   | SPA 2   | SPA 4   | POR 3 | POR 3 | POR 3 | ARG 2  | ARG 3  | ARG 3  | INA 3   | INA 2   | INA 3  | AUS 1  | AUS 3  | AUS 2  |       |       |       | 3r   | 502 |
| 2023 | Kawasaki | AUS 2   | AUS 7  | AUS 8   | INA 9   | INA 4  | INA Ret | NED 2 | NED 2 | NED Ret | SPA 3   | SPA Ret | SPA 5  | ITA 5 | ITA 5 | ITA 4 | GBR 3   | GBR 3 | GBR 5 | ITA 3  | ITA 4  | ITA 3 | CZE 1   | CZE 2   | CZE 3   | FRA 3 | FRA 3 | FRA 3 | SPA 3  | SPA 2  | SPA 4  | POR 3   | POR Ret | POR 10 | SPA 4  | SPA 3  | SPA 17 |       |       |       | 3r   | 370 |
| 2024 | Yamaha   | AUS 17  | AUS 10 | AUS Ret | SPA Ret | SPA 12 | SPA 8   | NED 6 | NED 5 | NED 19  | ITA Ret | ITA 8   | ITA 10 | GBR 5 | GBR 3 | GBR 8 | CZE 10  | CZE 8 | CZE 6 | POR 15 | POR 10 | POR 6 | FRA Ret | FRA DNS | FRA DNS | ITA   | ITA   | ITA   | SPA 14 | SPA 12 | SPA 13 | POR 5   | POR 22  | POR 4  | SPA 11 | SPA 11 | SPA 9  |       |       |       | 13è  | 127 |